# روابط بین‌الملل
روابط بین‌الملل به مطالعه روابط میان کشورها، نقش کشورهای مستقل، سازمان‌های بین دولتی، سازمان‌‌های غیردولتی بین‌المللی، سازمان‌های مردم‌نهاد و شرکت‌های چندملیتی، گفته می‌شود. روابط بین‌الملل یک رشته دانشگاهی است که چون سیاست خارجی یک دولت چمعین را تجزیه و تحلیل و تنظیم می‌کند، می‌تواند هنجاری و اثباتی باشد. روابط بین‌الملل به عنوان یک فعالیت سیاسی از زمان مورخ یونانی، توکودیدس، آغاز و در اوایل قرن بیستم، به یک رشته دانشگاهی مجزا در داخل علوم سیاسی، تبدیل شد. با این حال روابط بین‌الملل علمی، میان‌رشته‌ای محسوب می‌شود.
رشته روابط بین‌الملل همانند علوم سیاسی مواد فکری خود را از رشته‌های اقتصاد، تاریخ و حقوق بین‌الملل، فلسفه، جغرافیا، جامعه‌شناسی، انسان‌شناسی و جرم‌شناسی، روان‌شناسی و مطالعات جنسیت، مطالعات فرهنگی و فرهنگ‌شناسی، می‌گیرد. هدف روابط بین‌الملل، درک مسائلی همچون جهانی شدن، اقتصاد سیاسی بین‌الملل، کشور مستقل، امنیت بین‌المللی، پایداری زیست‌محیطی، گسترش سلاح‌های هسته‌ای، ملی‌گرایی، توسعه اقتصادی و مالیه جهانی، تروریسم و جرایم سازمان یافته، امنیت انسانی، مداخله خارجی و حقوق بشر، می‌باشد.

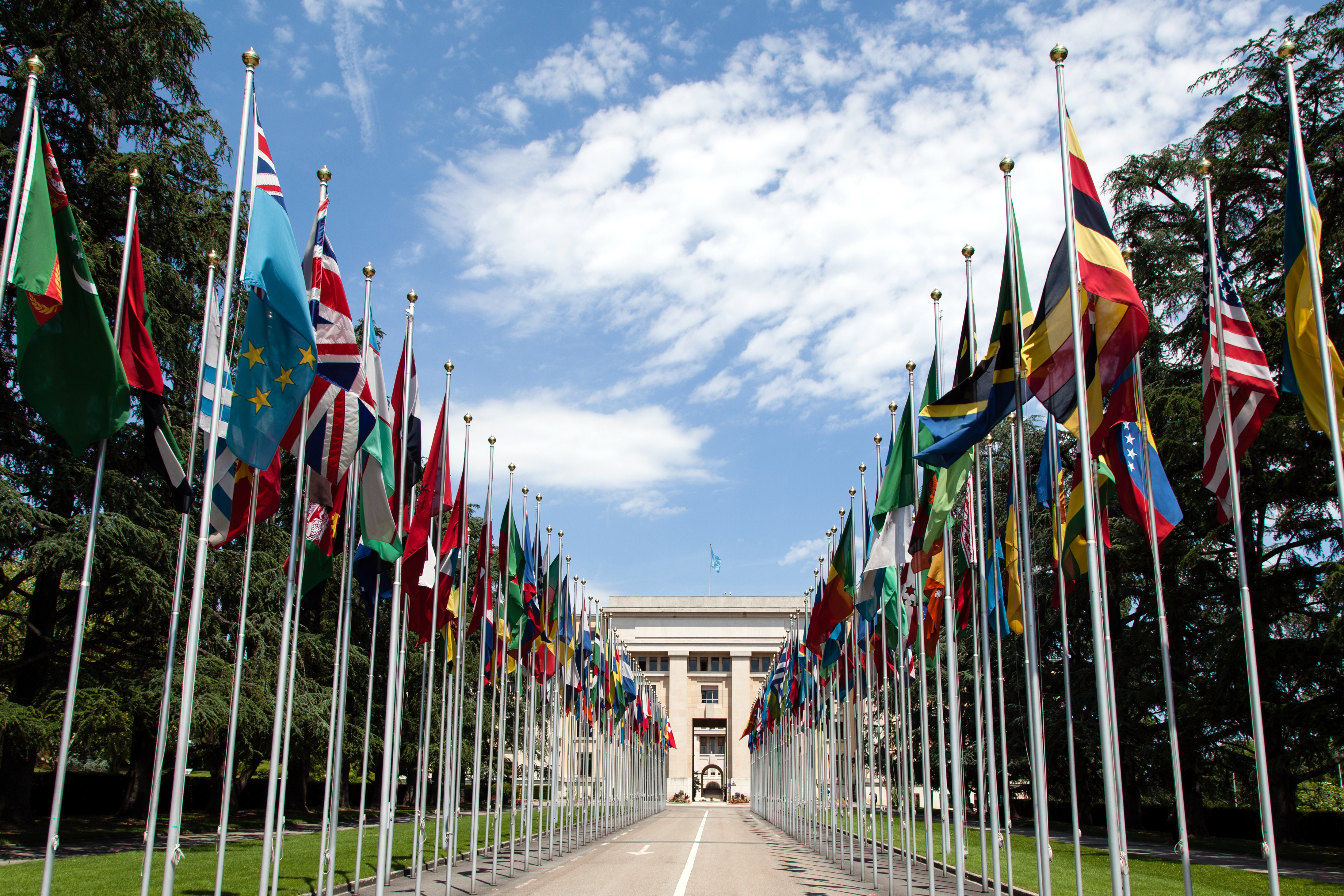
کاخ ملل، ژنو، سوئیس.

## تاریخ
تاریخ روابط بین‌الملل به هزاران سال پیش بازمی‌گردد. بری بوزان و ریچار لیتل بر این باورند که تعاملات میان دولت شهرهای سومری در ۳۵۰۰ سال پیش از میلاد را می‌توان اولین نظام بین‌الملل دانست.

### مطالعه روابط بین‌الملل
روابط بین‌الملل در جایگاه یک رشته مطالعاتی مجزا از دیگر علوم همانند تاریخ و سیاست، در ابتدا تقریباً تماماً بریتانیایی محور بود. روابط بین‌الملل به عنوان یک رشته دانشگاهی رسمی در سال ۱۹۱۹ با تأسیس اولین کرسی (استادی) در روابط بین‌الملل - کرسی وودرو ویلسون در ابریستویت، دانشگاه ولز (در حال حاضر دانشگاه ابریستویت) - تأسیس شد.

## نظریه

### معرفت‌شناسی و نظریه روابط بین‌الملل
نظریه‌های روابط بین‌الملل را می‌توان در دو نحله معرفت‌شناسانه تقسیم کرد: «اثبات‌گرایانه» و «پسااثبات‌گرایانه». هدف نظریه‌های اثبات‌گرایانه استفاده از روش‌های علوم طبیعی با تحلیل اثر نیروهای مادی می‌باشد. این نظریه‌ها معمولاً بر ویژگی‌های روابط بین‌الملل همانند تعاملات دولت، اندازه نیروهای نظامی، موازنه قوا و …، متمرکز هستند. معرفت‌شناسی پسااثبات‌گرایی این ایده که جهان اجتماعی را می‌توان با استفاده از روشی عینی و فارغ از ارزش مطالعه کرد را رد می‌کند. نظریه‌های پسااثبات‌گرا ایدهای اصلی نوواقع‌گرایی و لیبرالیسم همانند نظریه انتخاب عقلانی را رد می‌کند. بر این اساس که روش علمی نمی‌تواند در جهان اجتماعی استفاده شود و علم روابط بین‌الملل به معنای اثبات‌گرایانه آن غیرممکن است.

### نظریه‌های اثبات گرایانه

#### واقع گرایی
واقع گرایی بیش از هر چیز بر قدرت و امنیت دولت متمرکز است. واقع گرایان معاصر همانند ای. اچ. کار و هانس جی. مورگنتا بر این عقیده‌اند که دولت‌ها در پی منافع خود هستند؛ آن‌ها بازیگرانی عقلانی هستند که در پی افزایش قدرت و به حداکثر رساندن امنیت خود و شانس بقا می‌باشند. واقع گرایی یا واقع گرایی سیاسی نظریه غالب در مطالعات روابط بین‌الملل از آغاز تاکنون بوده‌است. این نظریه ادعا می‌کند که بر یک سنت فکری قدیمی که شامل نویسندگانی همانند توسیدید، ماکیاولی، و هابز می‌شود تکیه دارد. واقع گرایی اولیه را می‌توان واکنشی در برابر تفکر ایدئالیستی در سال‌های بین دو جنگ جهانی دانست. وقوع جنگ جهانی دوم توسط واقع‌گرایان به عنوان شواهدی بر نقص تفکر ایدئالیستی فرض می‌شود.
تفکر واقع گرایانه در مطالعات روابط بین‌الملل دارای گرایش‌های فکری گوناگونی می‌باشد. با این حال دولت محوری (statism)، بقا (survival) و خودیاری (self-help) اصول اصلی این نظریه می‌باشد.

#### نظریه رژیم‌ها
نظریه رژیم‌ها (به انگلیسی: Regime Theory) نظریه‌ای در روابط بین‌الملل است که از سنت لیبرالی در روابط بین‌الملل مشتق شده که استدلال می‌کند نهادهای بین‌المللی یا رژیم‌ها بر رفتار دولت‌ها (و یا دیگر بازیگران بین‌المللی) تأثیرگذار است.
ثبات نظام بین‌المللی و تغییر آن هسته اصلی نظریه رژیم‌ها را تشکیل می‌دهد. رژیم‌های بین‌المللی نخست توسط صاحبان قدرت ایجاد می‌شوند اما به مرور زمان برای خود ایجاد رویه کرده و خود نیز در کنار دولت‌ها به عنوان بازیگر مطرح می‌شوند. دوم به عنوان مکانیزم‌های همکاری بین دولت‌ها ایجاد اعتماد و امنیت کرده و به ثبات نظام بین‌الملل کمک می‌کنند. سوم رژیم‌ها به وسیله عوامل مختلف که مهم‌ترین آن‌ها قدرت است تغییر می‌کنند.

#### مدل اعتقاد به ذات بد بشر در روابط بین‌الملل و روان‌شناسی سیاسی

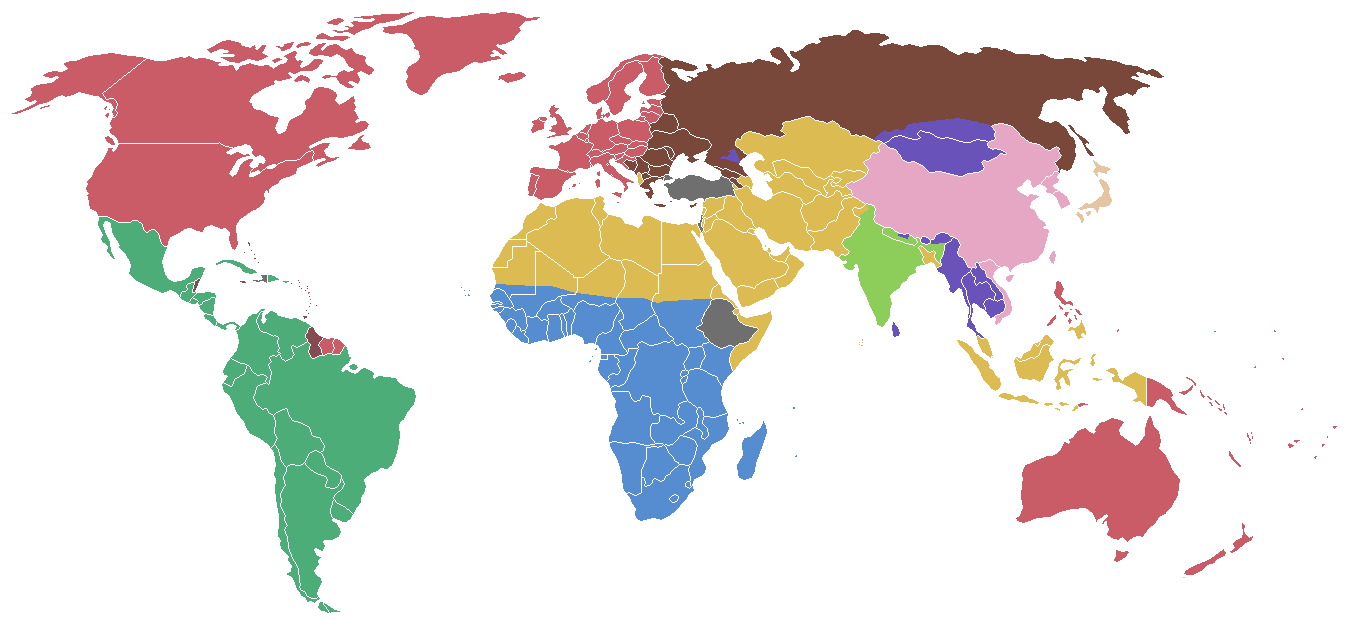
نقشه پراکندگی تمدن‌های جهان.

## نظریه‌های پساساختارگرایانه
نظریه‌های پساساختارگرایانه روابط بین‌الملل در دهه ۱۹۸۰ تحت تأثیر مطالعات پست مدرنیستی علوم سیاسی توسعه یافت. پساساختارگرایی به بررسی ساختارشکنی مفاهیمی همانند «قدرت» که به‌طور سنتی در روابط بین‌الملل مسئله نبودند می‌پردازد. پساساختارگرایی همچنین در پی سنجش این موضوع است که چگونه ساختار این مفاهیم، روابط بین‌الملل را شکل می‌دهند. بررسی «روایت» نقش مهمی در تجزیه و تحلیل پساساختارگرایانه دارد، به عنوان مثال کارهای پساساختارگرایانه فمینیستی نقشی که زنان در جامعه جهانی بر عهده دارند و همچنین این نکته که چگونه آن‌ها را در جنگ به عنوان «بی گناه» و «غیرنظامی» دانسته می‌شوند را مورد بررسی قرار داده‌است.

## مفاهیم در روابط بین‌الملل

### مفاهیم سطح نظام/سیستم
به روابط بین‌الملل اغلب از منظر سطوح تحلیل نگریسته شده‌است. مفاهیم سطح نظام، مفاهیم گسترده‌ای هستند که یک محیط بین‌المللی را با توجه به آنارشی تعریف می‌کنند و به آن شکل می‌دهند.

#### حاکمیت
۱ - حاکم بودن، مسلط بودن .۲-اعمالی که دولت‌ها برای اعمال قدرت و حل مسایلی که به حفظ نظم عمومی وابسته است انجام دهند. حاکمیت ملی حقی است که سازمان ملل برای هر ملتی شناخته‌است و به موجب آن ملت‌ها باید بر سرنوشت خود حاکم باشند و هیچ ملتی حق مداخله در تعیین سرنوشت ملت دیگر را ندارد.
قدرت مأمور انتظامی ناشی از سازمان پلیس، قدرت سازمان پلیس ناشی از وزارت کشور، قدرت وزارت کشور، ناشی از قوه مجریه، قوه مجریه ناشی از قانون و قدرت قانون ناشی از قوه مقننه، قدرت قوه مقننه ناشی از قانون اساسی و قدرت قانون اساسی ناشی از اراده حاکم است. بر این سیاق، حاکمیت است که همچون مرکز تولید اقتدار و هر یک از دستگاه‌های فرمانروا صلاحیت عملکرد یا اعمال اراده می‌بخشد و همه اعمال فرازین قوای سه‌گانه و اعمال فرودین قوای عمومی به نام او انجام می‌شود.

#### قدرت
قدرت(power) به مفهوم «توانایی تحمیل اراده یک فرد بر دیگران، حتی برخلاف میل آنها» اساساً یک مفهوم جامعه شناختی است که هم شامل قدرت فیزیکی و هم شامل قدرت سیاسی می‌شود و در یک وضعیت اجتماعی بروز می‌کند.
قدرت سیاسی (political power)آن نوع از قدرتی است که یک فرد یا گروه در درون جامعه برای تأثیرگذاری و کنترل زندگی سایر افراد و گروه‌ها دارا هستند. در عرصه سیاسی راه‌های گوناگونی برای به‌دست آوردن این نوع از قدرت وجود دارد.
انواع قدرت
چهار دسته‌بندی قدرت عبارتند از:
قدرت و نفوذ: قدرت مستلزم ابزار اعمال اراده است در صورتی که نفوذ ممکن است بدون ابزار محسوس و مادی اعمال شود. قدرت و زور: هرگاه خشونت شکل فیزیکی و عینی به خود بگیرد قدرت سیاسی تبدیل به زور شده‌است. قدرت قابل استفاده و قدرت غیرقابل استفاده: برخی از انواع قدرت با وجود تأثیرگذاری قابلیت استفاده ندارند، مثل سلاحهای هسته‌ای. قدرت مشروع و قدرت غیر مشروع: قدرت مشروع همراه با عناصر اخلاق و قانون است درحالی‌که قدرت نامشروع (قدرت عریان) فاقد این موقعیت است. از نظر مورگانتا تأثیرگذاری قدرت مشروع بیشتر از قدرت نامشروع است.
قدرت را می‌توان به صورت مثبت و منفی (قدرت مثبت توانایی وادار کردن به اقدام خاص و قدرت منفی توانایی بازداشتن از اقدام نامطلوب) و قدرت نسبی و مطلق نیز دسته‌بندی کرد.

#### منافع ملی
منافع ملی در جهت‌گیری سیاست خارجی نقشی مهمی دارد. به گفته مورگنتا که منافع ملی را ستاره‌ای راهنمایی سیاست خارجی عنوان نمود؛ یعنی اتحادها وهم سویی‌های دولت‌ها و دشمنی کشورها درعرصه بین‌الملل تابع از منافع ملی کشورها است. سازگاری و تداخل منافع ملی دو یا چند کشور همکاری را در پی دارد. اما تعارض منافع ملی دشمنی و رقابت را در پی دارد.

## مفاهیم سطح واحد در روابط بین‌الملل
به عنوان یک سطح تحلیل، سطح واحد اغلب به سطح دولت اشاره دارد، به صورتی که تحلیل‌ها و توضیحات به جای اینکه در سطح نظام بین‌الملل انجام شود، در سطح دولت انجام می‌شود. بدین معنا که تحلیل به واحدهای نظام بین‌الملل که اغلب همان دولت‌ها محسوب می‌شوند، توجه دارد.

## مفاهیم سطح فرد یا فروواحد
سطح پایین‌تر از سطح واحد (دولت) می‌تواند برای توضیح فاکتورهایی در روابط بین‌الملل که نظریه‌های دیگر قادر به توضیح آن نیستند، مفید باشد. همچنین این سطح کمک می‌کند تا از نگاه صرفاً دولت محور به روابط بین‌الملل پرهیز شود.
- عوامل روانی در روابط بین‌الملل
- سیاست‌های بوروکراتیک - توجه به نقش بوروکراسی در تصمیم‌گیری و نگاه به تصمیم‌ها به عنوان نتیجه تعاملات بوروکراتیک و اینکه تصمیم‌ها با محدودیت‌های مختلفی شکل می‌گیرند.
- گروه‌های مذهبی، قومی و تجزیه طلب
- علم، فناوری و روابط بین‌الملل - چگونه علم و فناوری بر کسب و کار، محیط زیست، فناوری، توسعه و بهداشت جهانی اثر می‌گذارد.
- اقتصاد سیاسی بین‌الملل، و عوامل اقتصادی در روابط بین‌الملل.[۴]
- فرهنگ‌شناسی سیاسی بین‌الملل - به نحوه تأثیر فرهنگ و متغیرهای فرهنگی در روابط بین‌الملل می‌پردازد.[۵][۶][۷]
- روابط شخصی میان رهبران.[۸]

## نهادها در روابط بین‌الملل
نهادهای بین‌المللی بخش مهمی از روابط بین‌المللی معاصر را تشکیل می‌دهند. بیشتر تعاملات در سطح نظام بین‌الملل توسط آن‌ها اداره می‌شود. آن‌ها همچنین برخی از نهادها و رویه‌های روابط بین‌الملل، همانند استفاده از جنگ به صورت سنتی (به جز در موارد دفاع از خود) را غیرقانونی اعلام کردند.

### سازمان‌های بین دولتی عمومی

#### دیگر نهادها
- اتحادیه آفریقا
- انجمن ملل آسیای جنوب شرقی
- اتحادیه عرب
- کشورهای مستقل همسود
- اتحادیه اروپا
- گروه ۸
- گروه ۲۰
- جامعه ملل
- سازمان کشورهای آمریکایی

### نهادهای اقتصادی
- بانک توسعه آسیایی
- بانک توسعه آفریقایی
- بانک تسویه حساب‌های بین‌المللی
- بانک توسعه کشورهای آمریکایی
- صندوق بین‌المللی پول
- بانک توسعه اسلامی
- بانک جهانی
- سازمان تجارت جهانی

### نهادهای حقوقی بین‌المللی

#### حقوق بشر
- دادگاه اروپایی حقوق بشر
- کمیته حقوق بشر
- دیوان آمریکایی حقوق بشر
- دیوان بین‌المللی کیفری
- دادگاه بین‌المللی کیفری برای رواندا
- دادگاه بین‌المللی کیفری یوگسلاوی سابق
- شورای حقوق بشر سازمان ملل

#### حقوقی
- دیوان دادگستری آفریقا
- دیوان دادگستری اروپا
- دیوان بین‌المللی دادگستری
- دادگاه بین‌المللی حقوق دریاها

### ترتیبات امنیتی منطقه‌ای
- شورای همکاری امنیتی آسیا اقیانوسیه
- سازمان گوام برای دموکراسی و توسعه اقتصادی
- رژیم امنیت دریایی
- ناتو
- سازمان همکاری‌های شانگهای
- اتحادیه همکاری‌های منطقه‌ای جنوب آسیا
- اتحادیه کشورهای آمریکای جنوبی

## پی‌نوشت‌ها
1. ↑  “International Relation”, Columbia Encyclopedia (1993) pp.000–0000.
2. ↑  Barry Buzan, Richard Little. International Systems in World History: Remaking the Study of International Relations. published 2000
3. ↑  http://www.aber.ac.uk/en/interpol/ Department of International Politics, Aberystwyth University
4. ↑  E.g. , Donald Markwell, جان مینارد کینز and International Relations: Economic Paths to War and Peace, Oxford University Press, 2006. Donald Markwell, Keynes and International Economic and Political Relations, Trinity Paper 33, Trinity College, University of Melbourne.  بایگانی‌شده  در ۶ مارس ۲۰۱۱ توسط Wayback Machine
5. ↑  Fabrice Rivault, (1999) Culturologie Politique Internationale: Une approche systémique et matérialiste de la culture et du système social global, McGill Dissertation, Montréal, publiée par Culturology Press
6. ↑  «Xintian, Yu (2005) "Cultural Factors In International Relations", Chinese Philosophical Studies». بایگانی‌شده از اصلی در ۱۰ آوریل ۲۰۱۰. دریافت‌شده در ۵ فوریه ۲۰۱۴.
7. ↑  Xintian, Yu (2009),"Combining Research on Cultural Theory and International Relations"
8. ↑  «نسخه آرشیو شده». بایگانی‌شده از اصلی در ۲۵ اوت ۲۰۱۳. دریافت‌شده در ۵ فوریه ۲۰۱۴.
9. ↑  http://ijtihadnet.ir/انتشار-دومین-جلد-کتاب-فقه-روابط-بین‌/
10. ↑  https://www.mehrnews.com/amp/4708341/